# Мфа Мезюи, Антони
Антони́ Мфа Мезюи́ (фр. Anthony Mfa Mezui; 7 марта 1991, Бове, Франция) — габонский футболист, вратарь клуба «Роданж 91» и сборной Габона.

## Клубная карьера
Антони является воспитанником клуба «Мец». С 2010 года он стал привлекаться к играм резервной команды.
23 сентября 2011 года дебютировал за основной состав, выйдя на замену вместо получившего травму первого голкипера. Дебют сложился для молодого вратаря неудачно, он пропустил два мяча, а «Мец» проиграл 1:2.
В сезоне 2011/12 Антони провёл 7 матчей за клуб в Лиге 2. По итогам чемпионата «Мец» занял 18 место и покинул Лигу 2. На следующий год в Лиге 3 Мезюи провёл 16 матчей и вместе с командой возвратился в Лигу 2.

## Карьера в сборной
Антони выступал за юношескую сборную Франции (до 17 лет) на чемпионате Европы 2008. Мезюи принял участие во всех матчах сборной на турнире. В полуфинале благодаря его мастерству французы одолели в серии пенальти сборную Турции. В финале его команда проиграла испанцам с разгромным счётом 0:4.
В 2010 году принял решение выступать за сборную Габона. Был в заявке сборной Габона для участия в Олимпийских играх 2012 в Лондоне. На турнире не провёл ни одной игры, уступив место в воротах специально приглашённому опытному Дидье Овоно.